# الجيل الثالث من الخلايا الكهروضوئية
الجيل الثالث من الخلايا الكهروضوئيه: هي خلايا شمسيه قادره على اجتياز الحد المعروف حاليا ب (Shockley–Queisser limit) والذي يوكد على ان الخلايا الشمسيه الحاليه تستطيع ان تنتج الطاقة بكفاءة تصل إلى 33.7%. وتعد خلايا الجيل الثالث بدائل للخلايا المصنعه حاليا من مواد شبه موصله وهي تقنية الجيل الأول (p-n junctions) وتقنية الجيل الثاني (thin film cells). تتضمن أنظمة الجيل الثالث الشائعة طبقات متعدده من الخلايا (multi-layers) مصنوعة من السيليكون غير المتبلور(amorphous silicon) أو زرنيخيد الغاليوم (gallium arsenide). وهنالك أيضا تطورات نظريه أخرى تشمل: تقنية تحويل التردد (تغيير ترددات الضوء التي لا يمكن للخلية استخدامها إلى ترددات ضوئية يمكن للخلية استخدامها - وبالتالي إنتاج المزيد من الطاقة) تقنية الثار الحاملة الساخنة ( hot-carrier effects) وغيرها من تقنيات طرد الناقل المتعدده (multiple-carrier ejection techniques).
تشمل الخلايا الكهروضوئية الناشئة ما يلي:
- كبريتيد الزنك النحاسي (Copper zinc tin sulfide).
- الخلايا الشمسية الحساسة للصبغ (Dye-sensitized solar cell).
- الخلايا الشمسية العضوية (Organic solar cell)
- بيروفسكايت الخلايا الشمسية (Perovskite solar cell).
- الخلايا الشمسية نقطة الكم (Quantum dot solar cell).

الانجازات اللتي حققتها الابحاث المتعلقه بخلايا البيروفسكايت الشمسيه (Perovskite solar cell) لاقت اهتمامًا هائلاً من الجمهور، حيث ارتفعت كفاءاتها البحثية مؤخرًا فوق 20٪. كما أنها توفر مجموعة واسعة من التطبيقات منخفضة التكلفة.
بالإضافة إلى ذلك، هنالك تقنية ناشئة جديده، هي الخلايا الكهروضوئية المركزة (concentrator photovoltaics)، والتي تستخدم خلايا شمسية عالية الكفاءة ومتعددة الوصلات مع العدسات البصرية ونظام التتبع.

## التقنيات
يمكن اعتبار الخلايا الشمسيه شبيهه لمستقبلات الراديو. جهاز استقبال الراديو يتكون من ثلاث اجزاء رئيسية: الأول هو (antenna) والذي يعمل على تحويل موجات الراديو إلى موجات تشبه حركة الشحنات الكهربائية. الثاني هو صمام الكتروني (electronic valve) يحبس الإلكترونات عند خروجها من نهاية ال(antenna). والثالث هو موالف (tuner) يعمل على تضخيم الإلكترونات بتردد محدد. من الممكن بناء خلية شمسية مماثلة لجهاز استقبال الرادي، وهو نظام يعرف باسم المستقيم البصري (optical rectenna) ، لكن حتى وقتنا الحالي لا تعد عملية.
تتكون أغلبية الخلايا الشسمية المتواجده في الاسواق حاليا من اجهزة مصنوعه من السليكون. في خلايا السيليكون، يعمل السيليكون كمانح للإلكترون وكذلك كصمام إلكتروني. يعتبر السليكون من المواد واسعة الانتشار وقليلة التكلفة نسبيا. بالإضافة إلى ان من خصائصه ال ([./Https://en.wikipedia.org/wiki/Band%20gap band gap]) هو ما يجعله مناسبا جدا لامتصاص الضوء. في المقابل، يعد إنتاج السليكون بكميات كبيره امرا شاقا ومكلف، ولذلك هناك اتجاه بتقليل الكميه المستخدمه في صناعة الخلايا الشمسيه. علاوة على ذلك، يعتبر السليكون هش البنيه، ولذلك يتطلب استخدام لوح من الزجاج القوي لدعم الواح السليكون. ويعتبر الزجاج لوحده جزء كبير من تكلفة وحدة الخلايا الشمسيه.
وفقًا لحد (Shockley–Queisser limit)، ترجع غالبية الكفاءة النظرية للخلية الشمسية إلى اختلاف الطاقة بين فجوة الحزمة (band gap) والفوتون الشمسي. يمكن لأي فوتون ذا طاقة أكثر من فجوة الحزمة (band gap) أن يتسبب في إثارة ضوئية، ولكن في نفس الوقت يتم فقدان أي هذه الطاقة. بالنظر إلى الطيف الشمسي، جزء صغير فقط من الضوء الذي يصل إلى الأرض يكون باللون الأزرق ولكن هذه الفوتونات لديها ثلاثة أضعاف طاقة الضوء الأحمر. تبلغ فجوة حزمة السيليكون 1.1 الكترون فولت (eV) وهي مشابهه لطاقة الضوء الأحمر، في هذه الحالة يتم فقدان طاقة الضوء الأزرق في خلية السيليكون. وفي حال ضبطت فجوة الحزمة إلى نطاق أكبر (مثال إلى الضوء الازرق) هذه الطاقة سوف يستافد منها ولكن سيكون على حساب الفوتونات قليلة الطاقة.
من الممكن تحسين اداء الخلايا المشسيه ذات نوع (single-junction) من خلال الصاق عدة طبقات من الالواح النحيله والتي تملك مقدار مختلف من فجوة الحزمة (band gap) وهو ما يعرف بنهج ( multi-junction) . اساليب صناعة الواح السليكون التقليدية لا تصلح لهذا النهج. وبدلا عن ذلك، يتم استخدام الولح رقيقة مصنوعه من السليكون غير المتبلور ( amorphous silicon) ، ولكن هناك مشاكل أخرى مرتبطه بهذا النوع تمنعها من اداء نفس كفائة الالواح التقليديه. معظم الالوح المصنوعة بطريقة ال (multi-junction) مصنوعه من مواد شبه موصله عالية الاداء مثل زرنيخيد الغاليوم (gallium arsenide). من خلال التجراب وجد ان ثلاث طبقات من الخلايا الشمسية المصنوعه من زرنيخيد الغاليوم يمكن ان تححق كفاءة مقداراها 41.6%. في أيلول / سبتمبر 2013 ، أربعة طبقات من خلايا زرنيخيد الغاليوم تمكنت من بلوغ 44.7% الكفاءة.
توكد الدراسات الرياضية ان لوح واحد من الخلايا يجب ان يحتوي على فجوه حزمية (band gap) يبلغ مقدارها 1.13 الكترون فولت (eV)، أي مشابه تقريبًا لما تحتوي مادة السليكون. يمكن أن تتمتع هذه الخلية بأقصى قدر من الكفاءة النظرية لتحويل الطاقة وهي تبلغ 33.7٪ - علما بان الطاقة الشمسية اللتي تقل عن الأشعة تحت الحمراء وبالإضافة إلى الطاقة المرتبطه بالاوان الاعلى (اللون الازرق مثلا) تعتبر لا فائدة منها ولايمكن ان ينتج منها طاقة. بالنسبة للخلايا المكونة من طبقتين، يجب ضبط الطبقة الواحدة على 1.64 الكترون فولت (eV) والأخرى على 0.94 الكترون فولت (eV) واللتي قد تنتج أداء نظري قدره 44٪. وفي حالة الثلاث خلايا يتم ضبط الطبقات على 1.83 ، 1.16 و 0.71 الكترون فولت (eV) ، واللتي قد تنتج أداء نظري قدره 48٪. سيكون للخلية النظرية التي تحتوي على «لانهاية من الطبقات» كفاءة نظرية قدرها 68.2 ٪ للضوء المنتشر.
في حين أن التقنيات الشمسية الجديدة التي تم اكتشافها تتمحور حول تقنية النانو، هناك طرق تحتوي على مواد أخرى يمكن استخدامها حاليا. مثل الخلايا الكهروظوئية المصنوعه من مواد غير اشباه الموصلات كالبوليمرات والمحاكاة الحيوية (polymers and biomimetics)
الجيل الثالث من الخلايا الكهروظوئية يشمل تقنيات متعددة تحتوي وهي خلايا نقطة الكم الشمسية (Quantum dot solar cell). وخلايا الطبقات متعدده من الخلايا (multi-junction) والخلايا الشمسية متوسطة الفجوة الحزمية. وتقنية الثار الحاملة الساخنة (hot-carrier cells) وتقنيات الحرارة الشمسية (solar thermal) اللتي تشبه تقنية الثرموفوتون(thermophotonics) والتي حددها جرين على انها من الجيل الثالث.
ويضم الجيل الثالث كلا من الاتي:
- هياكل السيليكون النانوية (Silicon nanostructures)
- تعديل طيف الحادث ( تركيز ) ، للوصول إلى 300-500 شمس وكفاءة 32 ٪ (والتي تحققت بالفعل في خلايا Sol3g [14] ) إلى + 50 ٪.
- استخدام الحرارة الزائدة (الناجم عن ضوء الأشعة فوق البنفسجية ) لتعزيز تجميع الطاقة.
- استخدام طيف الأشعة تحت الحمراء لإنتاج الكهرباء في الليل.
- فجوة الفرقة
- الخلايا الكهروضوئية المركزة
- Nanoantenna
- الالكترونيات العضوية
- الالكترونيات المطبوعة

1. ↑  "The Shockley-Queisser limit" (PDF). مؤرشف من الأصل (PDF) في 2019-07-15.
2. ↑  Shockley، W.؛ Queisser، H. J. (1961). "Detailed Balance Limit of Efficiency of p-n Junction Solar Cells". Journal of Applied Physics. ج. 32 ع. 3: 510. Bibcode:1961JAP....32..510S. DOI:10.1063/1.1736034.
3. ↑  Green، M. A. (2001). "Third generation photovoltaics: Ultra-high conversion efficiency at low cost". Progress in Photovoltaics: Research and Applications. ج. 9 ع. 2: 123–135. DOI:10.1002/pip.360.
4. ↑  Martí، A.؛ Luque، A. (1 سبتمبر 2003). Next Generation Photovoltaics: High Efficiency through Full Spectrum Utilization. CRC Press. ISBN:978-1-4200-3386-1.
5. ↑  Conibeer، G. (2007). "Third-generation photovoltaics". Materials Today. ج. 10 ع. 11: 42–50. DOI:10.1016/S1369-7021(07)70278-X.
6. ↑  
"A new stable and cost-cutting type of perovskite solar cell". PHYS.org. 17 يوليو 2014. مؤرشف من الأصل في 2016-11-23. اطلع عليه بتاريخ 2015-08-04.
7. ↑  "Spray-deposition steers perovskite solar cells towards commercialisation". ChemistryWorld. 29 يوليو 2014. مؤرشف من الأصل في 2016-07-26. اطلع عليه بتاريخ 2015-08-04.
8. ↑  "Perovskite Solar Cells". Ossila. مؤرشف من الأصل في 2015-05-07. اطلع عليه بتاريخ 2015-08-04.
9. ↑  David Biello, "New solar-cell efficiency record set", Scientific American, 27 August 2009 نسخة محفوظة 4 يناير 2014 على موقع واي باك مشين.
10. ↑  "Solar cell hits new world record with 44.7 percent efficiency". مؤرشف من الأصل في 2019-06-13. اطلع عليه بتاريخ 2013-09-26.
11. ↑  Green، Martin (2006). Third generation photovoltaics. New York: Springer. ص. 66. {{استشهاد بكتاب}}: تحقق من التاريخ في: |سنة= لا يطابق |تاريخ= (مساعدة)
12. ↑  Weiming Wang؛ Albert S. Lin؛ Jamie D. Phillips (2009). "Intermediate band photovoltaic solar cell based on ZnTe:O". Appl. Phys. Lett. ج. 95 ع. 1: 011103. Bibcode:2009ApPhL..95a1103W. DOI:10.1063/1.3166863.
13. ↑  Green، Martin (2003). Third Generation Photovoltaics: Advanced Solar Energy Conversion. Springer Science+Business Media. ISBN:978-3-540-40137-7.
14. ↑  Sol3g secures Triple Junction Solar Cells from Azur Space نسخة محفوظة 4 مارس 2016 على موقع واي باك مشين.

## روابط خارجية
- أجيال مختلفة من الخلايا الشمسية
- البحث في فرجينيا التقنية
- تبادل لإطلاق النار بالطاقة الشمسية في وادي سان جواكين
- السيليكون مقابل CIGS: مع الطاقة الشمسية، فإن القضية هي المادة
- بدء التشغيل يستهدف الخلايا الشمسية الرقيقة من السيليكون
- رذاذ على خلايا الطاقة الشمسية هي اختراق حقيقي
- الخلايا الشمسية: ضوء جديد رائع
- شركة هوندا تنتج كتلة شمسية رقيقة من الجيل التالي من الخلايا الشمسية
- المعجم